# Unione Sportiva Soresinese
L'Unione Sportiva Soresinese è una società calcistica di Soresina, in provincia di Cremona.

## Storia della società
Il club fu fondato il 31 dicembre 1914 con il nome di Fortes in Bello; ha alle sue spalle una lunga storia di partecipazione ai campionati dilettantistici e semiprofessionistici e vanta presenze in Prima Divisione (tra il 1931 e il 1934) e in Serie C (nel secondo dopoguerra).
Raggiunse l'apice della sua popolarità nell'estate del 1976, quando vinse la Coppa Italia Dilettanti, battendo la Stezzanese (1-0), e si impose nell'ultima edizione della Coppa Ottorino Barassi, competizione anglo-italiana, sconfiggendo gli inglesi del Tilbury ai calci di rigore ( dopo l'1-1 sia all'andata sia al ritorno) 5-3 davanti a uno stadio civico gremito di persone e sotto un diluvio incessante.
Attualmente milita nel campionato di Promozione, sesto livello del calcio italiano.

## Palmarès

### Competizioni nazionali
- Coppa Italia Dilettanti: 1

1975-1976

### Competizioni regionali
- Promozione: 3

1977-1978 (girone C), 1992-1993 (girone F), 2021-2022 (girone E)
- Prima Categoria: 3

1971-1972 (girone H), 1973-1974 (girone F), 2018-2019 (girone I)
- Seconda Categoria: 1

1965-1966 (girone L)
- Seconda Divisione: 1

1931-1932 (girone C)
- Campionato italiano di terza divisione: 1

1927-1928 (girone F)
- Coppa Italia Dilettanti Lombardia: 1

1992-1993

### Competizioni internazionali
- Coppa Ottorino Barassi: 1

1976

### Fonti ufficiali
- Archivio Storico del Calcio Lombardo - Comitato Regionale Lombardo F.I.G.C., Comunicati delle stagioni sportive 1914-15, 1916-17 e dal 1931-32 a oggi.
- Comunicati Ufficiali del C.R. Lombardo pubblicati dalla Gazzetta dello Sport: stagioni 1919-20 e 1920-21.
- Comunicati Ufficiali del Direttorio Regionale Lombardo pubblicati da Il Littoriale dal 1928 al 1932.
- Comunicati Ufficiali della Presidenza Federale, Lega Nord, D.D.S. e Direttorio Federale pubblicati dai giornali:
  - Il Paese Sportivo di Torino, dal 1919 al 1928 (Biblioteca Nazionale Centrale di Firenze);
  - La Gazzetta dello Sport (Biblioteca Nazionale Braidense, Milano e Biblioteca Nazionale Centrale di Firenze);
  - Il Corriere dello Sport (Biblioteca Universitaria di Bologna 1924/27, Biblioteca Nazionale Centrale di Firenze 1924/27);
  - Il Littoriale dal 1928 al 1945 (Biblioteca Nazionale Braidense 1928-1929, Biblioteca Nazionale Centrale di Firenze 1928/1945, Biblioteca Universitaria di Bologna 1927/1929, Biblioteca Universitaria di Pavia 1928/1934, Biblioteca Universitaria di Padova 1929/1938);
  - Ristampa dei Comunicati Ufficiali F.I.G.C. dal febbraio 1949 al 1959: presso l'Archivio Storico del C.R.Lombardia a Milano (via Riccardo Pitteri 95/2) Biblioteca Nazionale Braidense, la Biblioteca Nazionale Centrale di Roma (Roma-Castro Pretorio) e presso i Comitati Regionali F.I.G.C. e la Lega Nazionale Professionisti di Milano (via Rosellini).

### Giornali
- I quotidiani Il Regime Fascista (dal 1925 al 1944) e La Provincia di Cremona conservati dalla Biblioteca Comunale "Ugolani Dati" di Cremona e dalla Biblioteca Civica "Sormani" di Milano.